# Владимирский район
Влади́мирский райо́н (укр. Володимирський район; до 2022 года — Владимир-Волынский район) — административная единица на западе Волынской области Украины. Административный центр — город Владимир.

## География
Район расположен в западной части области.
На севере граничит — с Ковельским, на западе — с Луцким районами Волынской области.
Площадь — 2 556,5 км² (12,7 % от площади области).

## История
Район образован в Украинской ССР в 1940 году.
25 сентября 1958 года к Владимир-Волынскому району были присоединены Белинский, Вербский, Гайковский, Гнойненский, Жовтневый, Когильненский, Овадновский, Оволчинский, Охновский, Свойчевский и Ставковский сельсоветы упразднённого Овадновского района. Одновременно в Нововолынский район были переданы Бортневский, Бужанковский, Лудинский, Поромовский и Рогожановский сельсоветы.
17 июля 2020 года в результате административно-территориальной реформы район был укрупнён, в состав района вошли территории:
- Владимир-Волынского района,
- Иваничевского района,
- Локачинского района,
- Гайковский и Овлочинский сельские советы Турийского района,
- а также городов областного значения Владимир-Волынский и Нововолынск.

## Население
Численность населения района в укрупнённых границах — 174,7 тыс. человек.
Численность населения района в границах до 17 июля 2020 года по состоянию на 1 января 2020 года — 24 545 человек, из них городского населения — 2 096 человек (город Устилуг), сельского — 22 449 человек.

## Административное устройство
Район в укрупнённых границах с 17 июля 2020 года делится на 11 территориальных общин (громад), в том числе 3 городские, 2 поселковые и 6 сельских общин (в скобках — их административные центры):
- Городские:
  - Владимир-Волынская городская община (город Владимир),
  - Нововолынская городская община (город Нововолынск),
  - Устилугская городская община (город Устилуг);
- Поселковые:
  - Иваничевская поселковая община (посёлок Иваничи),
  - Локачинская поселковая община (посёлок Локачи);
- Сельские:
  - Затурцевская сельская община (село Затурцы),
  - Зимневская сельская община (село Зимнее),
  - Литовежская сельская община (село Литовеж),
  - Овадновская сельская община (село Овадное),
  - Павловская сельская община (село Павловка),
  - Поромовская сельская община (село Поромов).

### История деления района
Количество местных советов (рад) в старых границах района до 17 июля 2020 года:
- городских — 1
- поселковых — 0
- сельских — 20

Количество населённых пунктов в старых границах района до 17 июля 2020 года:
- городов районного значения — 1 (Устилуг)
- посёлков городского типа — 0
- сёл — 77
- посёлков сельского типа — 0

Всего — 78 населённых пунктов.